# Monti Alburni
Monti Alburni este o arie protejată (arie specială de conservare — SAC, sit de importanță comunitară — SCI) din Italia întinsă pe o suprafață de 23.622 ha, integral pe uscat.

## Localizare
Centrul sitului Monti Alburni este situat la coordonatele 40°29′52″N 15°20′54″E / 40.4978°N 15.3483°E.

## Înființare
Situl Monti Alburni a fost declarat sit de importanță comunitară în mai 1995 pentru a proteja 1 specie de plante și 44 de specii de animale. Situl a fost protejat și ca arie specială de conservare în mai 2019.

## Biodiversitate
Situată în ecoregiunea mediteraneană, aria protejată conține 12 habitate naturale: Pajiști carstice calcaroase sau bazofile, de Alysso-Sedion albi, Pante stâncoase calcaroase cu vegetație casmofită, Păduri de fag din Apenini cu Taxus și Ilex, Pajiști uscate seminaturale și facies de acoperire cu tufișuri pe substraturi calcaroase (Festuco-Brometalia) (* situri importante pentru orhidee), Păduri de Quercus ilex și Quercus rotundifolia, Pajiști uscate seminaturale și facies de acoperire cu tufișuri pe substraturi calcaroase (Festuco-Brometalia) (* situri importante pentru orhidee), Pseudostepă cu ierburi și specii anuale de Thero-Brachypodietea, Păduri de fag din Apenini cu Abies alba și păduri de fag cu Abies nebrodensis, Izvoare petrifiante cu formare de travertin (Cratoneurion), Tufărișuri termo-mediteraneene și de pre-deșert, Păduri de Castanea sativa, Peșteri inaccesibile publicului.
La baza desemnării sitului se află mai multe specii protejate:
- plante (1): Himantoglossum adriaticum
- păsări (24): ciocârlie-de-câmp (Alauda arvensis), potârnichea de stâncă (Alectoris graeca), fâsă-de-câmp (Anthus campestris), acvilă de munte (Aquila chrysaetos), șerpar (Circaetus gallicus), erete vânăt (Circus cyaneus), porumbel gulerat (Columba palumbus), prepeliță (Coturnix coturnix), ciocănitoare neagră (Dryocopus martius), Falco biarmicus, șoim călător (Falco peregrinus), muscar-gulerat (Ficedula albicollis), sfrâncioc roșiatic (Lanius collurio), Leiopicus medius, ciocârlie de pădure (Lullula arborea), gaia neagră (Milvus migrans), gaia roșie (Milvus milvus), viespar (Pernis apivorus), Pyrrhocorax pyrrhocorax, turturică (Streptopelia turtur), sturzul viilor (Turdus iliacus), sturz-cântător (Turdus philomelos), sturz (Turdus pilaris), sturzul de vâsc (Turdus viscivorus)
- amfibieni (3): Bombina pachypus, Salamandrina terdigitata, Triturus carnifex
- mamifere (10): lupul (Canis lupus), liliac cu aripi lungi (Miniopterus schreibersii), liliac cu urechi mari (Myotis bechsteinii), liliac cu urechi de șoarece (Myotis blythii), liliac cu picioare lungi (Myotis capaccinii), liliac cărămiziu (Myotis emarginatus), liliac comun (Myotis myotis), liliacul mediteranean cu potcoavă (Rhinolophus euryale), liliacul mare cu potcoavă (Rhinolophus ferrumequinum), liliacul mic cu potcoavă (Rhinolophus hipposideros)
- nevertebrate (7): croitorul mare al stejarului (Cerambyx cerdo), Coenagrion mercuriale, Cucujus cinnaberinus, fluturele auriu (Euphydryas aurinia), Melanargia arge, Osmoderma italicum, Vertigo moulinsiana

Pe lângă speciile protejate, pe teritoriul sitului au mai fost identificate 7 specii de plante, 4 specii de amfibieni, 1 specie de mamifere, 5 specii de nevertebrate, 6 specii de reptile.